# Huttenheim
Huttenheim (deutsch Hüttenheim) ist eine französische Gemeinde mit 2697 Einwohnern (Stand 1. Januar 2021) im Département Bas-Rhin in der Europäischen Gebietskörperschaft Elsass und in der Region Grand Est. Sie gehört zum Arrondissement Sélestat-Erstein und zum Kanton Erstein.

## Geographie
Die Gemeinde Huttenheim liegt im Unterelsass am linken Ufer der Ill, etwa 29 Kilometer südsüdwestlich von Straßburg, zehn Kilometer südwestlich von Erstein und zwei Kilometer südwestlich von Benfeld.

## Geschichte
Ältere Ortsbezeichnungen sind Hittenheim (727), Hudenheim (770), Hiddenheim (817), Hindinheim (884), Hitinheim (10. Jh.) und Hiddenheim. Am gegenüberliegenden Ufer der Ill führte in unmittelbarer östlicher Nachbarschaft einst die Alte Römerstraße vorbei.
Das Dorf gehörte früher zum Hochstift Straßburg im Heiligen Römischen Reich.
Im Jahr 1680 wurde die Ortschaft zusammen mit dem weltlichen Besitz des Bistums Straßburg aufgrund von Beschlüssen der Reunionskammern von Metz und Breisach vom Königreich Frankreich annektiert.
Durch den Frankfurter Frieden vom 10. Mai 1871 kam das Gebiet an das deutsche Reichsland Elsaß-Lothringen, und das Dorf wurde dem Kreis Erstein im Bezirk Unterelsass zugeordnet. Die Dorfbewohner betrieben Getreide-, Kartoffel-, Gemüse-, Futterpflanzen-, Tabak-, Hopfen- und etwas Weinbau sowie Viehzucht oder arbeiteten in der heimischen Textilfabrik.
Nach dem Ersten Weltkrieg musste die Region aufgrund der Bestimmungen des Versailler Vertrags 1919 an Frankreich abgetreten werden. Im Zweiten Weltkrieg war das Gebiet von der deutschen Wehrmacht besetzt, und der Ort stand bis 1944 unter deutscher Verwaltung.

### Bevölkerungsentwicklung
| Jahr      | 1962 | 1968 | 1975 | 1982 | 1990 | 1999 | 2007 | 2018 |
| Einwohner | 1625 | 1893 | 2062 | 1974 | 1999 | 2094 | 2461 | 2686 |

## Persönlichkeiten
- Paul Rohmer (1876–1977), Kinderarzt

Ortsbilder
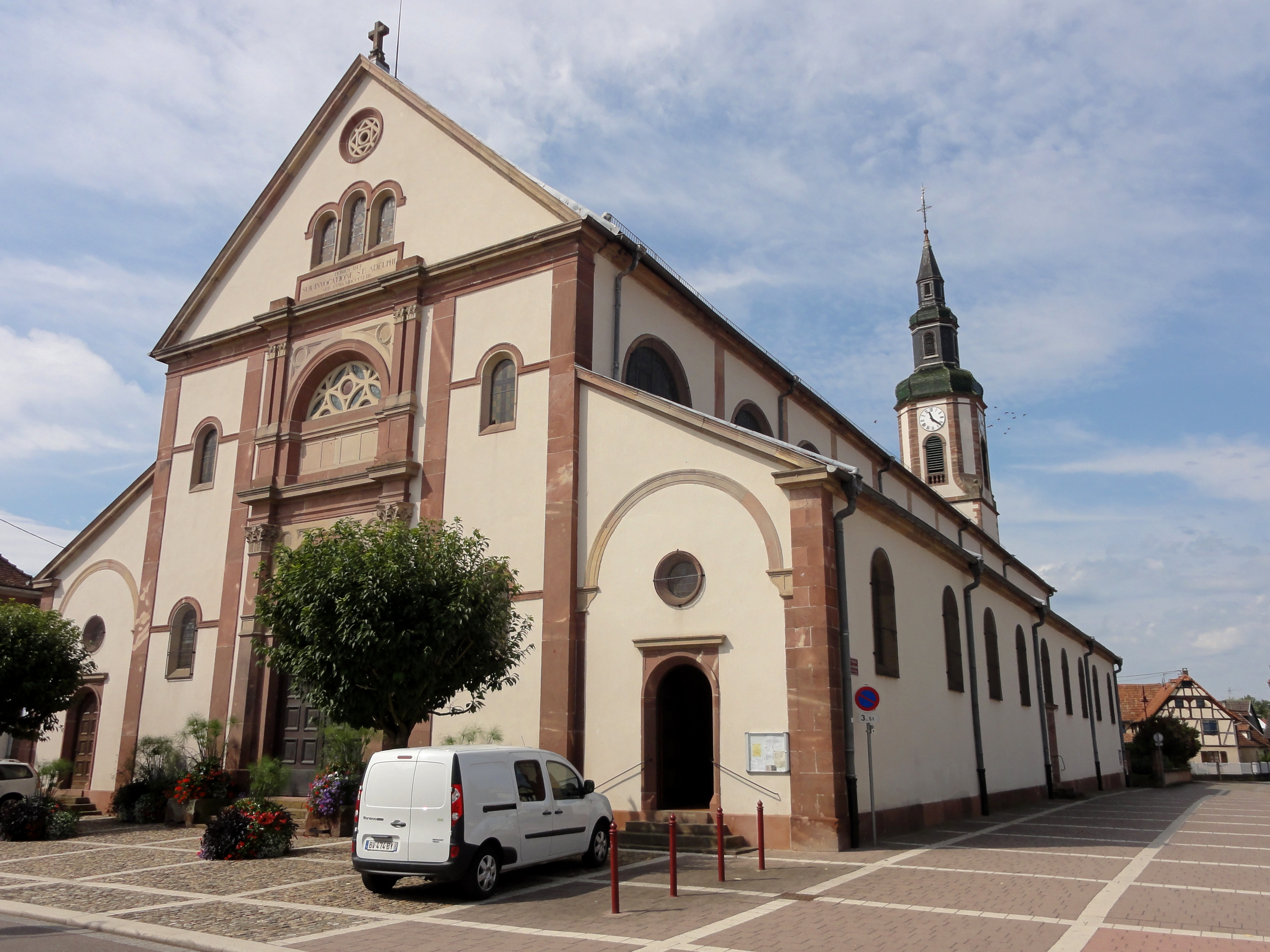
Kirche St. Adelphe
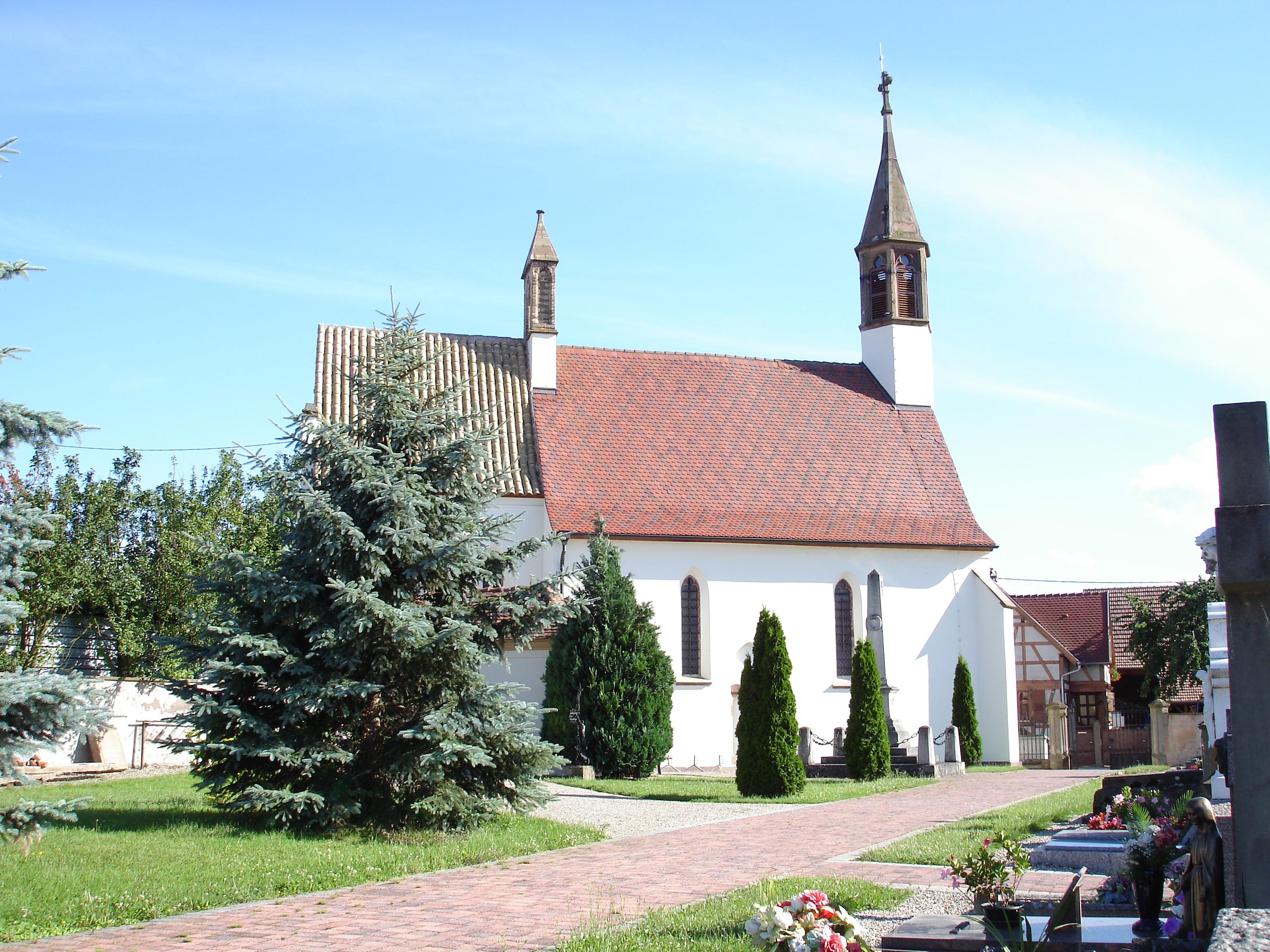
Marienkapelle (Notre-Dame-du-Grasweg)
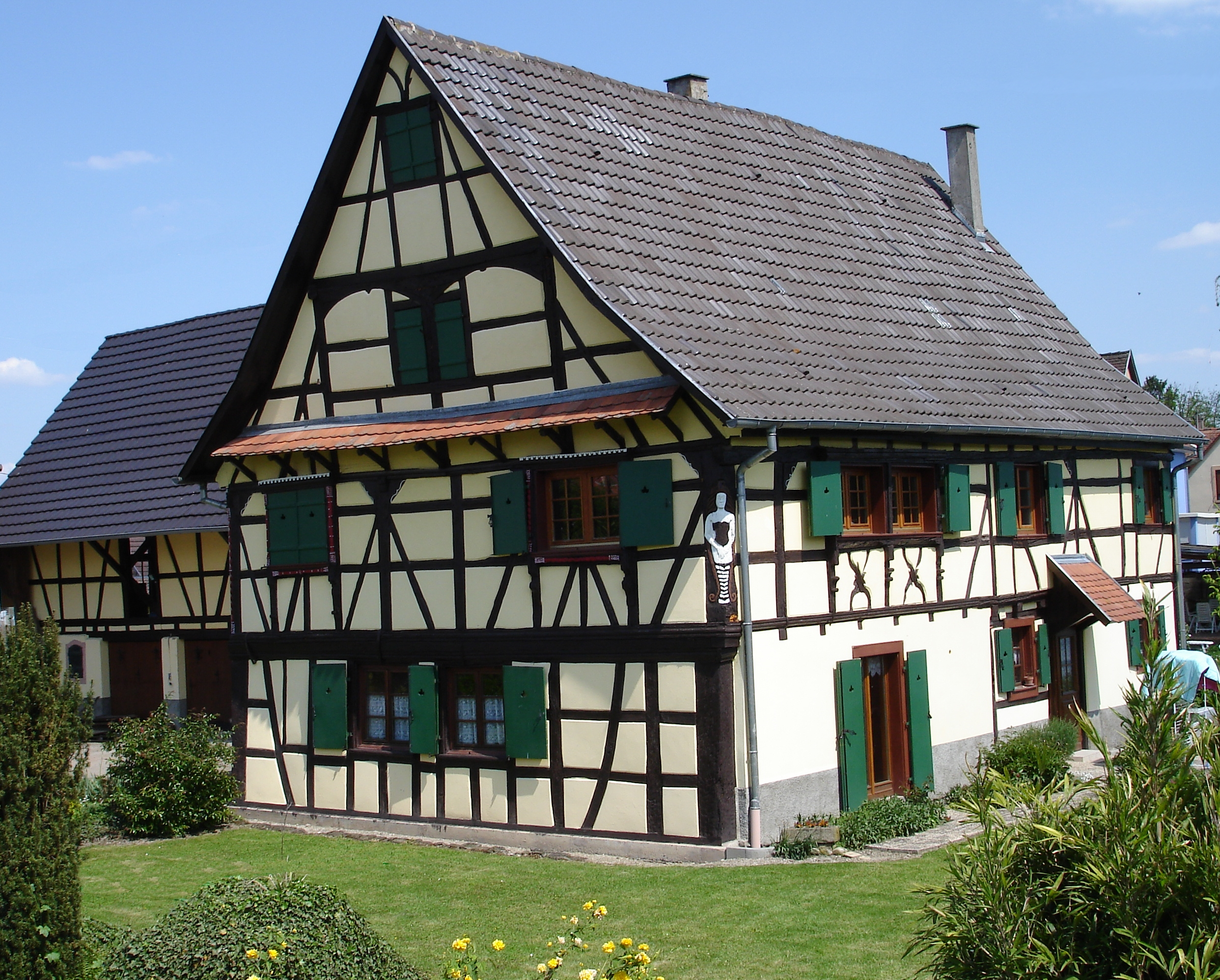
Fachwerkhaus